# Campionato di Istanbul di calcio
Il campionato di Istanbul di calcio, noto come İstanbul Lig o campionato delle associazioni calcistiche di Costantinopoli, era una competizione calcistica riservata a squadre di Istanbul. Fu il primo campionato di calcio organizzato nell'Impero ottomano (l'odierna Turchia) e si disputò per 55 anni (quattro stagioni non furono portate a termine).

## Storia
La competizione fu fondata dal francese James La Fontaine e dall'inglese Henry Pears e iniziò nel 1904-1905 con quattro squadre e la denominazione di campionato domenicale di Istanbul (in turco: İstanbul Pazar Ligi). Le partite tra le quattro squadre (Moda FC, HMS Imogene FC, Elpis FC e Cadi-Keuy FC) si giocavano, infatti, di domenica. Henry Pears mise in palio il trofeo a chi avesse conquistato più campionati di lì a 10 anni.

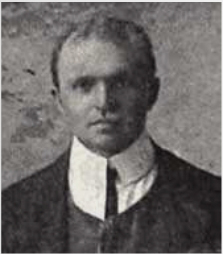
James Lafontaine

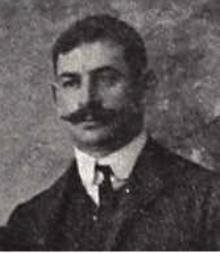
Henry Pears

Nel 1915 fu fondato il campionato di Istanbul del venerdì (in turco: İstanbul Cuma Lig), che sostituì il campionato domenicale di Istanbul. La prima edizione di questo torneo vide la partecipazione di sette squadre (Galatasaray, Fenerbahçe, Altınordu İdman Yurdu SK, Anadolu Üsküdar 1908 SK, Küçükçekmece SK e Anadolu Hisarı İdman Yurdu SK) e si disputò nel 1915-1916.
Dal 1923-1924 al 1950-1951 il campionato si chiamò İstanbul Lig. Nel 1951-1952 il nome cambiò in campionato professionistico di Istanbul di calcio (in turco: İstanbul Profesyonel Futbol Lig).

## Albo d'oro
| Squadra                  | Vittorie | Secondi posti | Anni vittorie                                                                                  |
| ------------------------ | -------- | ------------- | ---------------------------------------------------------------------------------------------- |
| Fenerbahçe SK            | 16       | 18            | 1912, 1914, 1915, 1921, 1923, 1930, 1933, 1935, 1936, 1937, 1944, 1947, 1948, 1953, 1957, 1959 |
| Galatasaray SK           | 15       | 11            | 1909, 1910, 1911, 1915, 1916, 1922, 1925, 1926, 1927, 1929, 1931, 1949, 1955, 1956, 1958       |
| Beşiktaş JK              | 13       | 6             | 1924, 1934, 1939, 1940, 1941, 1942, 1943, 1945, 1946, 1950, 1951, 1952, 1954                   |
| Altınordu İdman Yurdu SK | 2        | 3             | 1917, 1918                                                                                     |
| Cadi-Keuy FC             | 2        | 1             | 1906, 1907                                                                                     |
| Moda FC                  | 1        | 3             | 1908                                                                                           |
| HMS Imogene FC           | 1        | 1             | 1905                                                                                           |
| Güneş SK                 | 1        | 1             | 1938                                                                                           |
| İstanbulspor             | 1        | -             | 1932                                                                                           |
| Üsküdar Anadolu SK       | -        | 2             | -                                                                                              |
| Vefa SK                  | -        | 2             | -                                                                                              |
| Rumblers FC              | -        | 1             | -                                                                                              |
| Strugglers FC            | -        | 1             | -                                                                                              |
| Küçükçekmece SK          | -        | 1             | -                                                                                              |

| Stagione  | Vincitore (vittoria numero ...)              | Secondo                                      |                                            |                                            |                                            |                                            |                                            |                                            |                                            |                                            |                                            |                                            |                                            |                                            |                                            |                                            |                                            |                                            |                                            |                                            |                                            |
| 1904-1905 | HMS Imogene (1)                              | Moda                                         |                                            |                                            |                                            |                                            |                                            |                                            |                                            |                                            |                                            |                                            |                                            |                                            |                                            |                                            |                                            |                                            |                                            |                                            |                                            |
| 1905-1906 | Cadi-Keuy (1)                                | HMS Imogene                                  |                                            |                                            |                                            |                                            |                                            |                                            |                                            |                                            |                                            |                                            |                                            |                                            |                                            |                                            |                                            |                                            |                                            |                                            |                                            |
| 1906-1907 | Cadi-Keuy (2)                                | Moda                                         |                                            |                                            |                                            |                                            |                                            |                                            |                                            |                                            |                                            |                                            |                                            |                                            |                                            |                                            |                                            |                                            |                                            |                                            |                                            |
| 1907-1908 | Moda (1)                                     | Cadi-Keuy                                    |                                            |                                            |                                            |                                            |                                            |                                            |                                            |                                            |                                            |                                            |                                            |                                            |                                            |                                            |                                            |                                            |                                            |                                            |                                            |
| 1908-1909 | Galatasaray (1)                              | Moda                                         |                                            |                                            |                                            |                                            |                                            |                                            |                                            |                                            |                                            |                                            |                                            |                                            |                                            |                                            |                                            |                                            |                                            |                                            |                                            |
| 1909-1910 | Galatasaray (2)                              | Strugglers                                   |                                            |                                            |                                            |                                            |                                            |                                            |                                            |                                            |                                            |                                            |                                            |                                            |                                            |                                            |                                            |                                            |                                            |                                            |                                            |
| 1910-1911 | Galatasaray (3)                              | Progres                                      |                                            |                                            |                                            |                                            |                                            |                                            |                                            |                                            |                                            |                                            |                                            |                                            |                                            |                                            |                                            |                                            |                                            |                                            |                                            |
| 1911-1912 | Fenerbahçe (1)                               | Rumblers                                     |                                            |                                            |                                            |                                            |                                            |                                            |                                            |                                            |                                            |                                            |                                            |                                            |                                            |                                            |                                            |                                            |                                            |                                            |                                            |
| 1912-13   | Interrotta a causa delle guerre balcaniche   | Interrotta a causa delle guerre balcaniche   | Interrotta a causa delle guerre balcaniche | Interrotta a causa delle guerre balcaniche | Interrotta a causa delle guerre balcaniche | Interrotta a causa delle guerre balcaniche | Interrotta a causa delle guerre balcaniche | Interrotta a causa delle guerre balcaniche | Interrotta a causa delle guerre balcaniche | Interrotta a causa delle guerre balcaniche | Interrotta a causa delle guerre balcaniche | Interrotta a causa delle guerre balcaniche | Interrotta a causa delle guerre balcaniche | Interrotta a causa delle guerre balcaniche | Interrotta a causa delle guerre balcaniche | Interrotta a causa delle guerre balcaniche | Interrotta a causa delle guerre balcaniche | Interrotta a causa delle guerre balcaniche | Interrotta a causa delle guerre balcaniche | Interrotta a causa delle guerre balcaniche | Interrotta a causa delle guerre balcaniche |
| 1913-1914 | Fenerbahçe (2)                               | Altınordu İdman Yurdu                        |                                            |                                            |                                            |                                            |                                            |                                            |                                            |                                            |                                            |                                            |                                            |                                            |                                            |                                            |                                            |                                            |                                            |                                            |                                            |
| 1914-1915 | Galatasaray (4)                              | Üsküdar Anadolu                              |                                            |                                            |                                            |                                            |                                            |                                            |                                            |                                            |                                            |                                            |                                            |                                            |                                            |                                            |                                            |                                            |                                            |                                            |                                            |
| 1914-1915 | Fenerbahçe (3)                               | Türk İdman Ocağı                             |                                            |                                            |                                            |                                            |                                            |                                            |                                            |                                            |                                            |                                            |                                            |                                            |                                            |                                            |                                            |                                            |                                            |                                            |                                            |
| 1915-1916 | Galatasaray (5)                              | Fenerbahçe                                   |                                            |                                            |                                            |                                            |                                            |                                            |                                            |                                            |                                            |                                            |                                            |                                            |                                            |                                            |                                            |                                            |                                            |                                            |                                            |
| 1916-1917 | Altınordu İdman Yurdu (1)                    | Üsküdar Anadolu                              |                                            |                                            |                                            |                                            |                                            |                                            |                                            |                                            |                                            |                                            |                                            |                                            |                                            |                                            |                                            |                                            |                                            |                                            |                                            |
| 1917-1918 | Altınordu İdman Yurdu (2)                    | Fenerbahçe                                   |                                            |                                            |                                            |                                            |                                            |                                            |                                            |                                            |                                            |                                            |                                            |                                            |                                            |                                            |                                            |                                            |                                            |                                            |                                            |
| 1918-19   | Interrotta a causa dell'armistizio di Mudros | Interrotta a causa dell'armistizio di Mudros |                                            |                                            |                                            |                                            |                                            |                                            |                                            |                                            |                                            |                                            |                                            |                                            |                                            |                                            |                                            |                                            |                                            |                                            |                                            |
| 1919-20   | Interrotta                                   | Interrotta                                   |                                            |                                            |                                            |                                            |                                            |                                            |                                            |                                            |                                            |                                            |                                            |                                            |                                            |                                            |                                            |                                            |                                            |                                            |                                            |
| 1920-1921 | Fenerbahçe (4)                               | Galatasaray                                  |                                            |                                            |                                            |                                            |                                            |                                            |                                            |                                            |                                            |                                            |                                            |                                            |                                            |                                            |                                            |                                            |                                            |                                            |                                            |
| 1921-1922 | Galatasaray (6)                              | Fenerbahçe                                   |                                            |                                            |                                            |                                            |                                            |                                            |                                            |                                            |                                            |                                            |                                            |                                            |                                            |                                            |                                            |                                            |                                            |                                            |                                            |
| 1922-1923 | Fenerbahçe (5)                               | Altınordu İdman Yurdu                        |                                            |                                            |                                            |                                            |                                            |                                            |                                            |                                            |                                            |                                            |                                            |                                            |                                            |                                            |                                            |                                            |                                            |                                            |                                            |
| 1923-1924 | Beşiktaş (1)                                 | Galatasaray                                  |                                            |                                            |                                            |                                            |                                            |                                            |                                            |                                            |                                            |                                            |                                            |                                            |                                            |                                            |                                            |                                            |                                            |                                            |                                            |
| 1924-1925 | Galatasaray (7)                              | Vefaspor                                     |                                            |                                            |                                            |                                            |                                            |                                            |                                            |                                            |                                            |                                            |                                            |                                            |                                            |                                            |                                            |                                            |                                            |                                            |                                            |
| 1925-1926 | Galatasaray (8)                              | Fenerbahçe                                   |                                            |                                            |                                            |                                            |                                            |                                            |                                            |                                            |                                            |                                            |                                            |                                            |                                            |                                            |                                            |                                            |                                            |                                            |                                            |
| 1926-1927 | Galatasaray (9)                              | Fenerbahçe                                   |                                            |                                            |                                            |                                            |                                            |                                            |                                            |                                            |                                            |                                            |                                            |                                            |                                            |                                            |                                            |                                            |                                            |                                            |                                            |
| 1927-28   | Interrotta a causa delle Olimpiadi del 1928  | Interrotta a causa delle Olimpiadi del 1928  |                                            |                                            |                                            |                                            |                                            |                                            |                                            |                                            |                                            |                                            |                                            |                                            |                                            |                                            |                                            |                                            |                                            |                                            |                                            |
| 1928-1929 | Galatasaray (10)                             | Fenerbahçe                                   |                                            |                                            |                                            |                                            |                                            |                                            |                                            |                                            |                                            |                                            |                                            |                                            |                                            |                                            |                                            |                                            |                                            |                                            |                                            |
| 1929-1930 | Fenerbahçe (6)                               | Galatasaray                                  |                                            |                                            |                                            |                                            |                                            |                                            |                                            |                                            |                                            |                                            |                                            |                                            |                                            |                                            |                                            |                                            |                                            |                                            |                                            |
| 1930-1931 | Galatasaray (11)                             | Fenerbahçe                                   |                                            |                                            |                                            |                                            |                                            |                                            |                                            |                                            |                                            |                                            |                                            |                                            |                                            |                                            |                                            |                                            |                                            |                                            |                                            |
| 1931-1932 | İstanbulspor (1)                             | Süleymaniye                                  |                                            |                                            |                                            |                                            |                                            |                                            |                                            |                                            |                                            |                                            |                                            |                                            |                                            |                                            |                                            |                                            |                                            |                                            |                                            |
| 1932-1933 | Fenerbahçe (7)                               | Beşiktaş                                     |                                            |                                            |                                            |                                            |                                            |                                            |                                            |                                            |                                            |                                            |                                            |                                            |                                            |                                            |                                            |                                            |                                            |                                            |                                            |
| 1933-1934 | Beşiktaş (2)                                 | Fenerbahçe                                   |                                            |                                            |                                            |                                            |                                            |                                            |                                            |                                            |                                            |                                            |                                            |                                            |                                            |                                            |                                            |                                            |                                            |                                            |                                            |
| 1934-1935 | Fenerbahçe (8)                               | Galatasaray                                  |                                            |                                            |                                            |                                            |                                            |                                            |                                            |                                            |                                            |                                            |                                            |                                            |                                            |                                            |                                            |                                            |                                            |                                            |                                            |
| 1935-1936 | Fenerbahçe (9)                               | Galatasaray                                  |                                            |                                            |                                            |                                            |                                            |                                            |                                            |                                            |                                            |                                            |                                            |                                            |                                            |                                            |                                            |                                            |                                            |                                            |                                            |
| 1936-1937 | Fenerbahçe (10)                              | Güneş                                        |                                            |                                            |                                            |                                            |                                            |                                            |                                            |                                            |                                            |                                            |                                            |                                            |                                            |                                            |                                            |                                            |                                            |                                            |                                            |
| 1937-1938 | Güneş (1)                                    | Fenerbahçe                                   |                                            |                                            |                                            |                                            |                                            |                                            |                                            |                                            |                                            |                                            |                                            |                                            |                                            |                                            |                                            |                                            |                                            |                                            |                                            |
| 1938-1939 | Beşiktaş (3)                                 | Fenerbahçe                                   |                                            |                                            |                                            |                                            |                                            |                                            |                                            |                                            |                                            |                                            |                                            |                                            |                                            |                                            |                                            |                                            |                                            |                                            |                                            |
| 1939-1940 | Beşiktaş (4)                                 | Fenerbahçe                                   |                                            |                                            |                                            |                                            |                                            |                                            |                                            |                                            |                                            |                                            |                                            |                                            |                                            |                                            |                                            |                                            |                                            |                                            |                                            |
| 1940-1941 | Beşiktaş (5)                                 | Fenerbahçe                                   |                                            |                                            |                                            |                                            |                                            |                                            |                                            |                                            |                                            |                                            |                                            |                                            |                                            |                                            |                                            |                                            |                                            |                                            |                                            |
| 1941-1942 | Beşiktaş (6)                                 | Galatasaray                                  |                                            |                                            |                                            |                                            |                                            |                                            |                                            |                                            |                                            |                                            |                                            |                                            |                                            |                                            |                                            |                                            |                                            |                                            |                                            |
| 1942-1943 | Beşiktaş (7)                                 | Fenerbahçe                                   |                                            |                                            |                                            |                                            |                                            |                                            |                                            |                                            |                                            |                                            |                                            |                                            |                                            |                                            |                                            |                                            |                                            |                                            |                                            |
| 1943-1944 | Fenerbahçe (11)                              | Beşiktaş                                     |                                            |                                            |                                            |                                            |                                            |                                            |                                            |                                            |                                            |                                            |                                            |                                            |                                            |                                            |                                            |                                            |                                            |                                            |                                            |
| 1944-1945 | Beşiktaş (8)                                 | Fenerbahçe                                   |                                            |                                            |                                            |                                            |                                            |                                            |                                            |                                            |                                            |                                            |                                            |                                            |                                            |                                            |                                            |                                            |                                            |                                            |                                            |
| 1945-1946 | Beşiktaş (9)                                 | Fenerbahçe                                   |                                            |                                            |                                            |                                            |                                            |                                            |                                            |                                            |                                            |                                            |                                            |                                            |                                            |                                            |                                            |                                            |                                            |                                            |                                            |
| 1946-1947 | Fenerbahçe (12)                              | Vefaspor                                     |                                            |                                            |                                            |                                            |                                            |                                            |                                            |                                            |                                            |                                            |                                            |                                            |                                            |                                            |                                            |                                            |                                            |                                            |                                            |
| 1947-1948 | Fenerbahçe (13)                              | Beşiktaş                                     |                                            |                                            |                                            |                                            |                                            |                                            |                                            |                                            |                                            |                                            |                                            |                                            |                                            |                                            |                                            |                                            |                                            |                                            |                                            |
| 1948-1949 | Galatasaray (12)                             | Beşiktaş                                     |                                            |                                            |                                            |                                            |                                            |                                            |                                            |                                            |                                            |                                            |                                            |                                            |                                            |                                            |                                            |                                            |                                            |                                            |                                            |
| 1949-1950 | Beşiktaş (10)                                | Fenerbahçe                                   |                                            |                                            |                                            |                                            |                                            |                                            |                                            |                                            |                                            |                                            |                                            |                                            |                                            |                                            |                                            |                                            |                                            |                                            |                                            |
| 1950-1951 | Beşiktaş (11)                                | Galatasaray                                  |                                            |                                            |                                            |                                            |                                            |                                            |                                            |                                            |                                            |                                            |                                            |                                            |                                            |                                            |                                            |                                            |                                            |                                            |                                            |
| 1951-1952 | Beşiktaş (12)                                | Galatasaray                                  |                                            |                                            |                                            |                                            |                                            |                                            |                                            |                                            |                                            |                                            |                                            |                                            |                                            |                                            |                                            |                                            |                                            |                                            |                                            |
| 1952-1953 | Fenerbahçe (14)                              | Beşiktaş                                     |                                            |                                            |                                            |                                            |                                            |                                            |                                            |                                            |                                            |                                            |                                            |                                            |                                            |                                            |                                            |                                            |                                            |                                            |                                            |
| 1953-1954 | Beşiktaş (13)                                | Galatasaray                                  |                                            |                                            |                                            |                                            |                                            |                                            |                                            |                                            |                                            |                                            |                                            |                                            |                                            |                                            |                                            |                                            |                                            |                                            |                                            |
| 1954-1955 | Galatasaray (13)                             | Beşiktaş                                     |                                            |                                            |                                            |                                            |                                            |                                            |                                            |                                            |                                            |                                            |                                            |                                            |                                            |                                            |                                            |                                            |                                            |                                            |                                            |
| 1955-1956 | Galatasaray (14)                             | Fenerbahçe                                   |                                            |                                            |                                            |                                            |                                            |                                            |                                            |                                            |                                            |                                            |                                            |                                            |                                            |                                            |                                            |                                            |                                            |                                            |                                            |
| 1956-1957 | Fenerbahçe (15)                              | Galatasaray                                  |                                            |                                            |                                            |                                            |                                            |                                            |                                            |                                            |                                            |                                            |                                            |                                            |                                            |                                            |                                            |                                            |                                            |                                            |                                            |
| 1957-1958 | Galatasaray (15)                             | Fenerbahçe                                   |                                            |                                            |                                            |                                            |                                            |                                            |                                            |                                            |                                            |                                            |                                            |                                            |                                            |                                            |                                            |                                            |                                            |                                            |                                            |
| 1958-1959 | Fenerbahçe (16)                              | Galatasaray                                  |                                            |                                            |                                            |                                            |                                            |                                            |                                            |                                            |                                            |                                            |                                            |                                            |                                            |                                            |                                            |                                            |                                            |                                            |                                            |

### Campionato domenicale di Istanbul
- 1905 HMS Imogene
- 1906 Cadi-Keuy
- 1907 Cadi-Keuy

- 1908 Moda
- 1909  Galatasaray
- 1910  Galatasaray

- 1911  Galatasaray
- 1912  Fenerbahçe
- 1913 Interrotta a causa delle guerre balcaniche

- 1914  Fenerbahçe
- 1915  Fenerbahçe

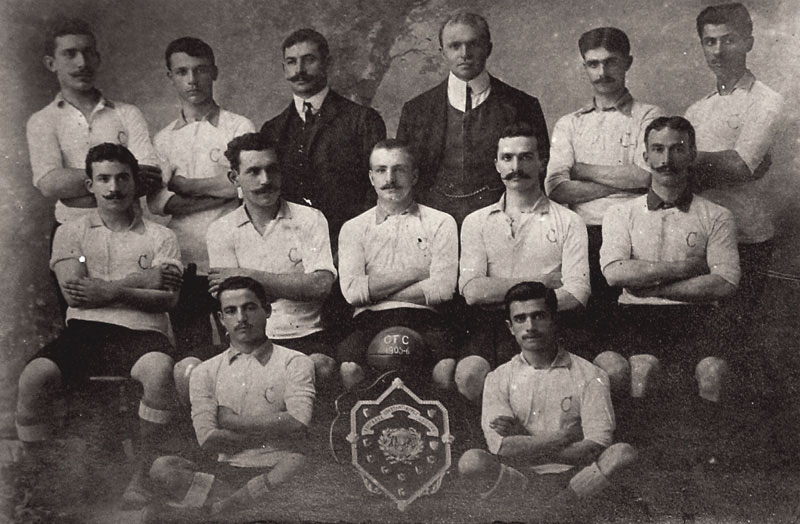
Cadikeuy Football Club 1905-06
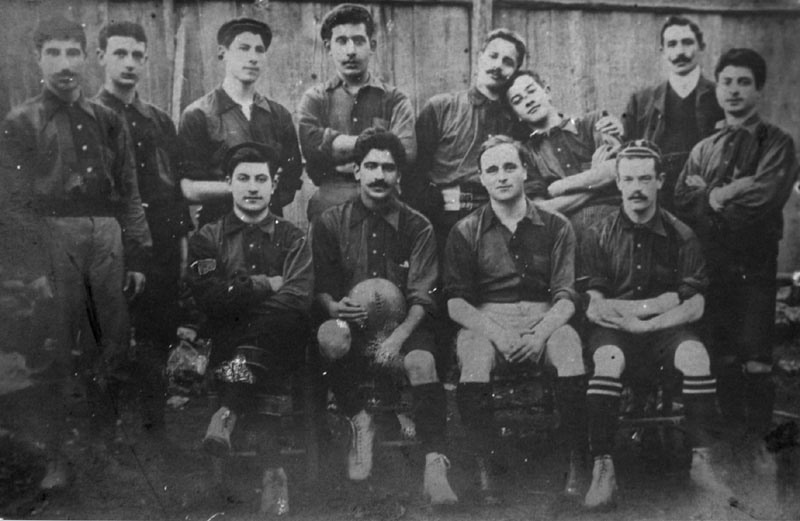
Moda FC 1907-1908
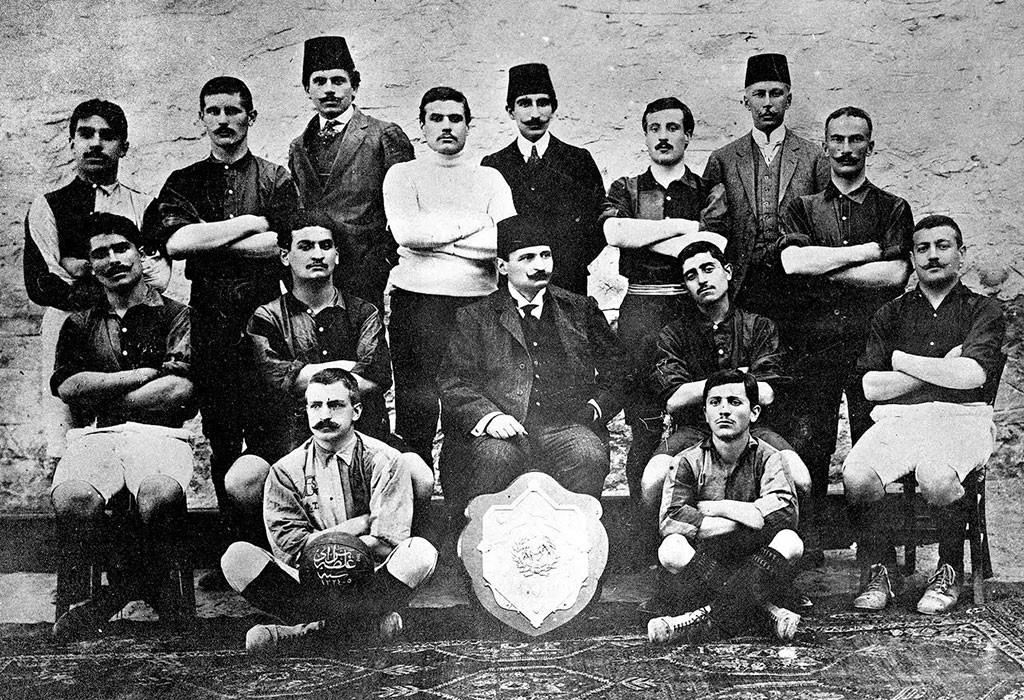
Galatasaray SK 1908-09
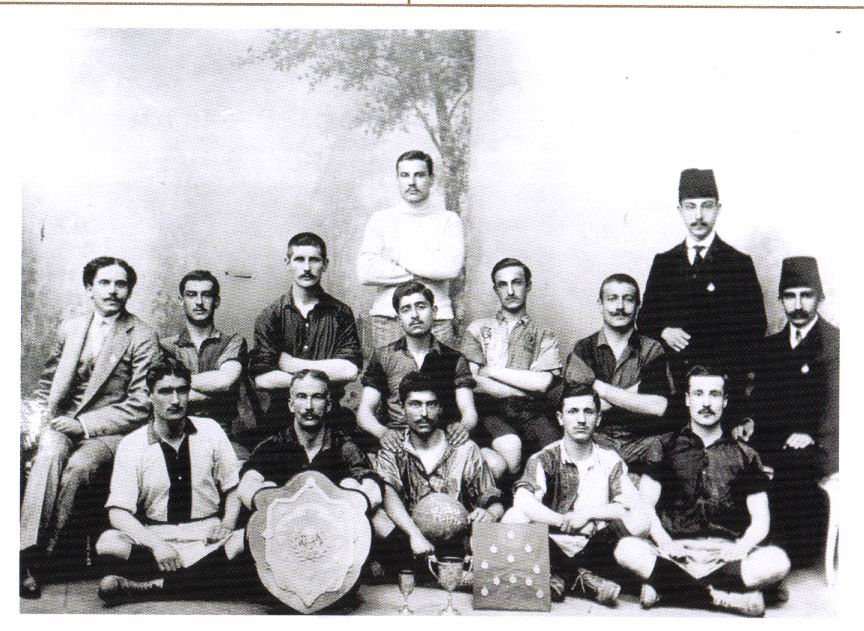
Galatasaray SK 1909-10
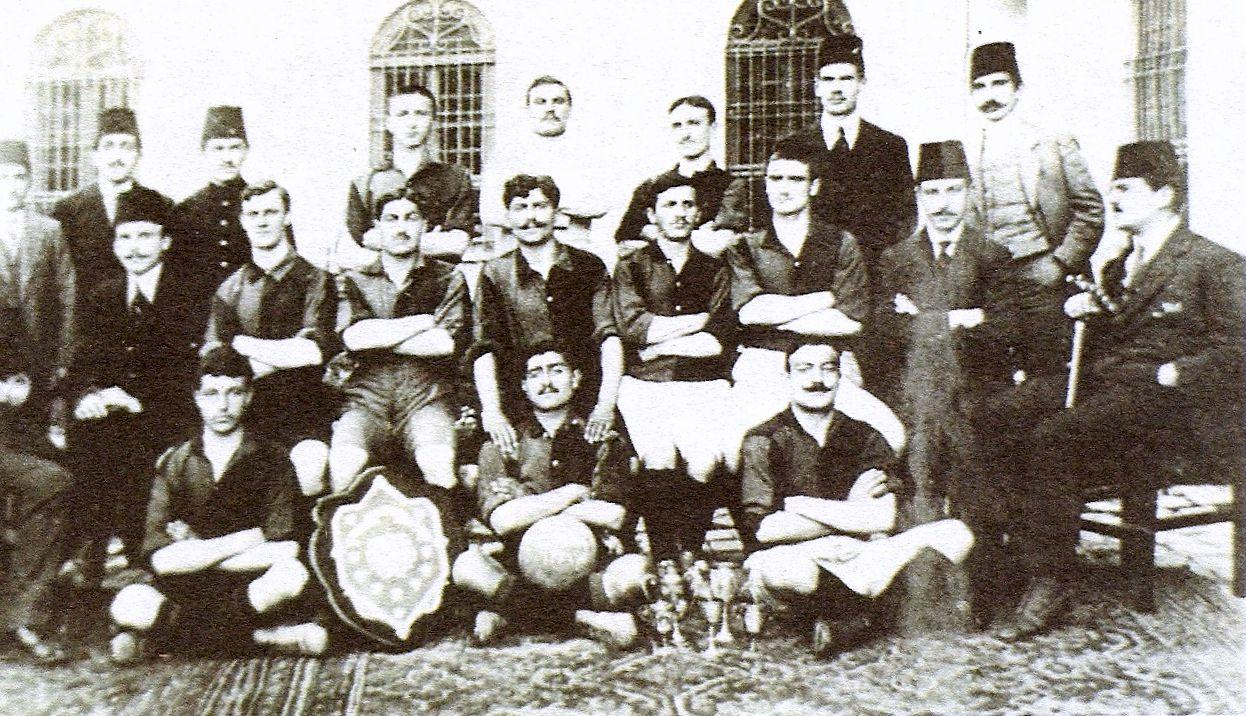
Galatasaray SK 1910-11
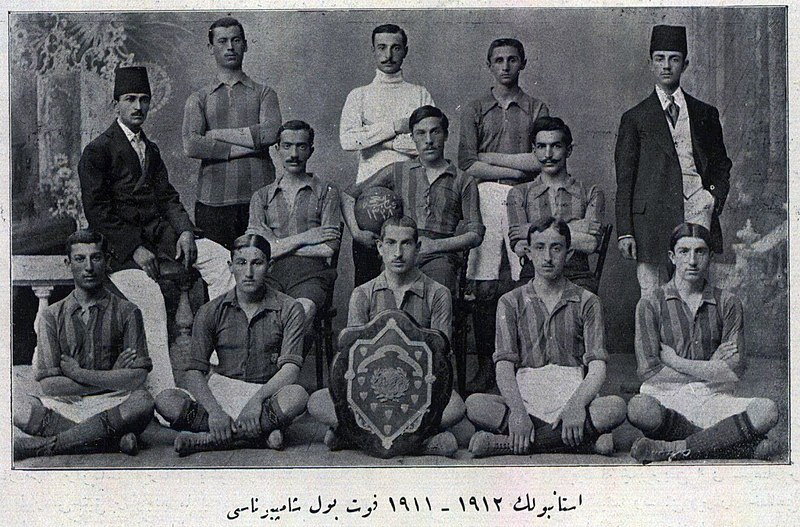
Fenerbahçe SK 1911-12
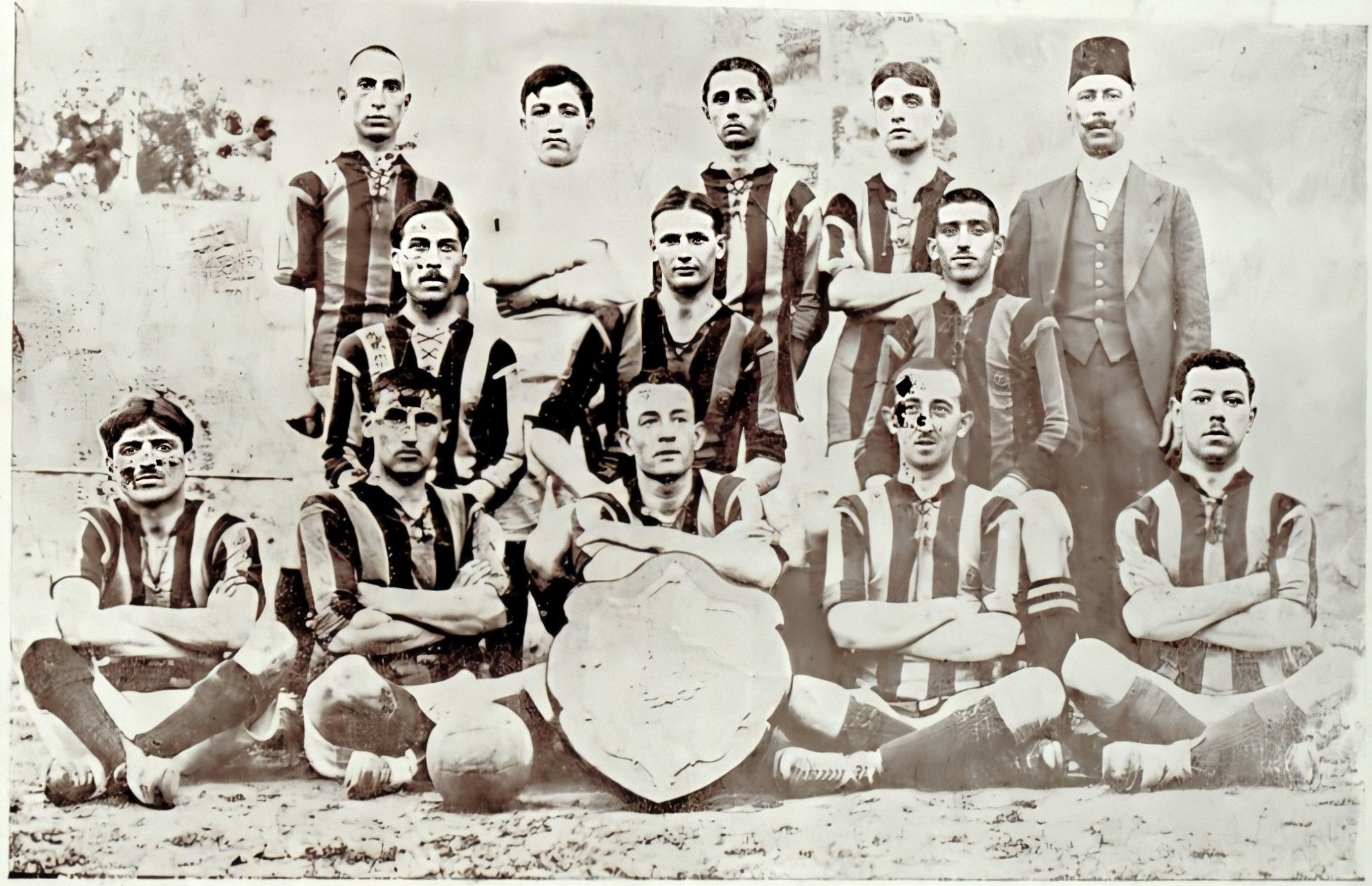
Fenerbahçe SK 1913-14
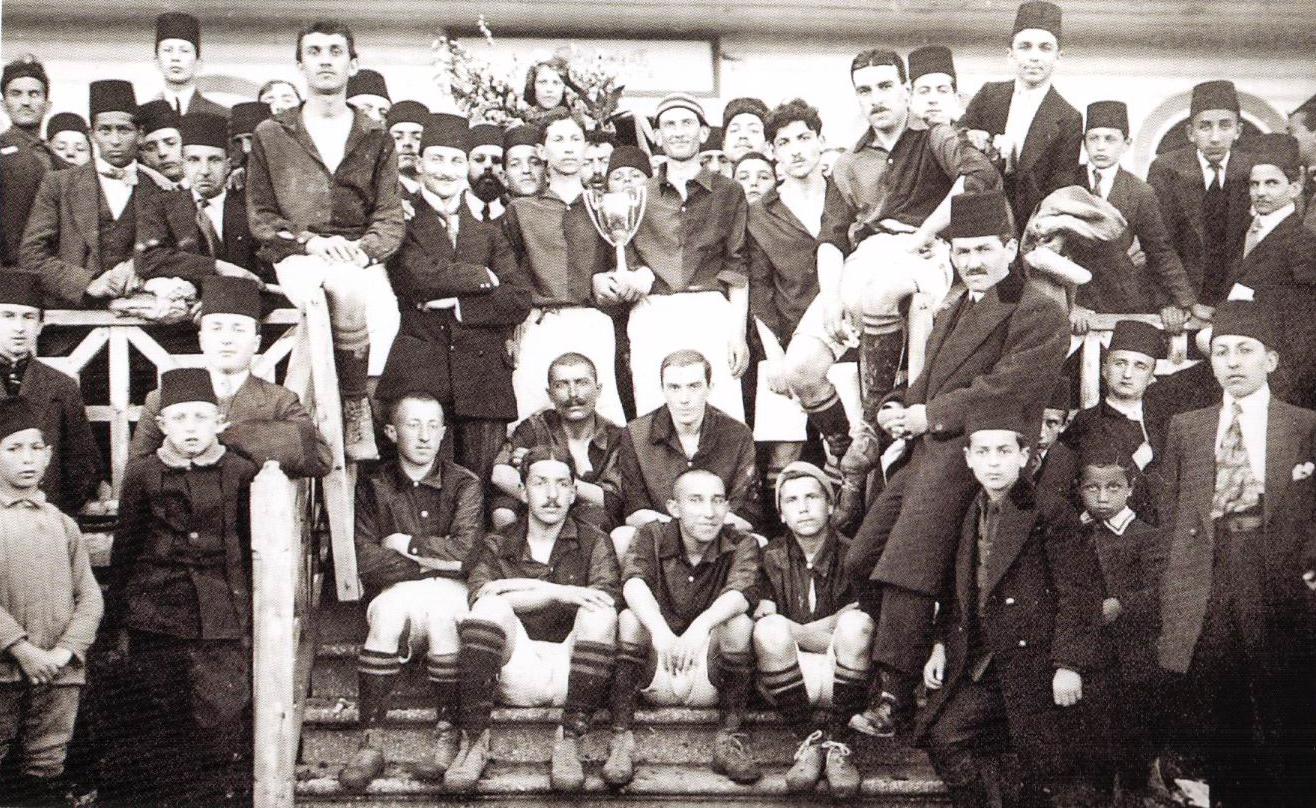
Galatasaray SK 1915-16

### Campionato di Istanbul del venerdì
- 1915  Galatasaray
- 1916  Galatasaray
- 1917  Altınordu İdman Yurdu

- 1918  Altınordu İdman Yurdu
- 1919 Interrotta a causa dell'armistizio di Mudros

- 1920 Interrotta
- 1921  Fenerbahçe

- 1922  Galatasaray
- 1923  Fenerbahçe

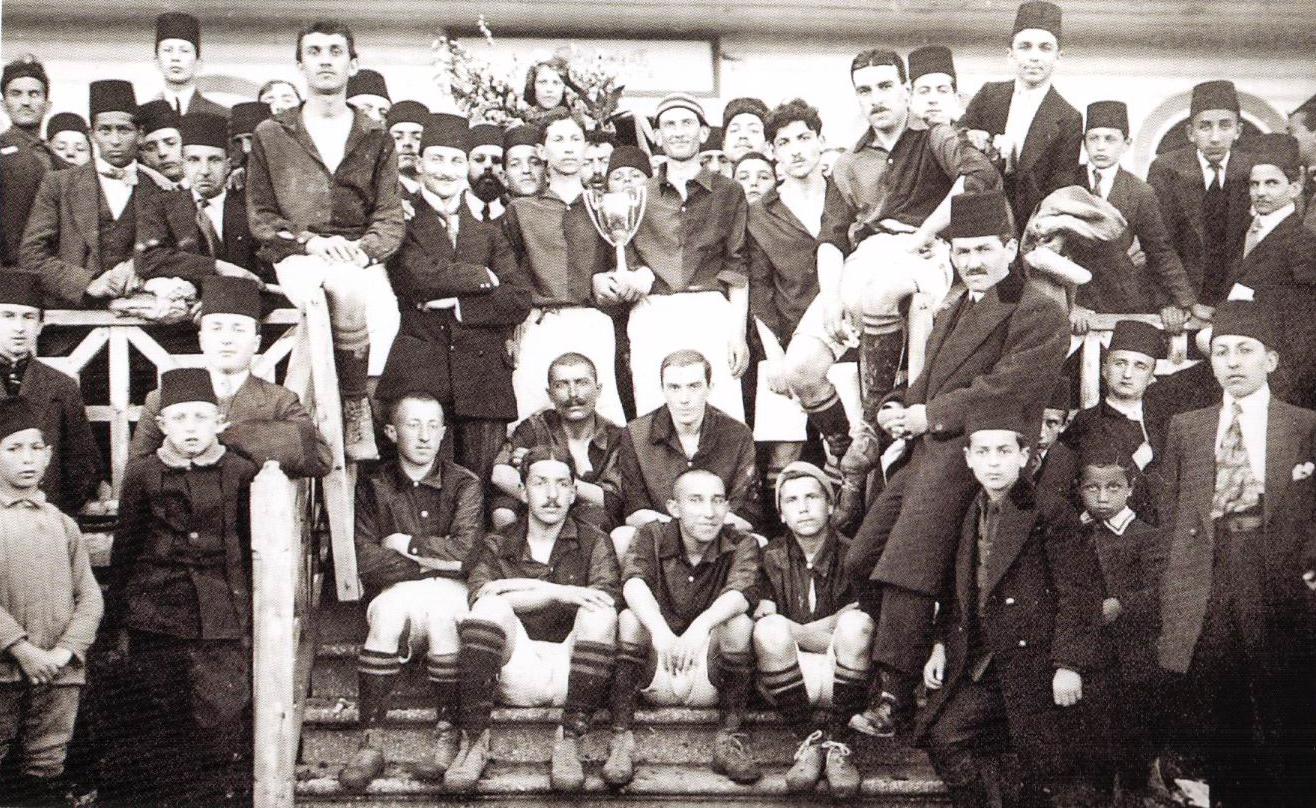
Galatasaray SK 1915-16
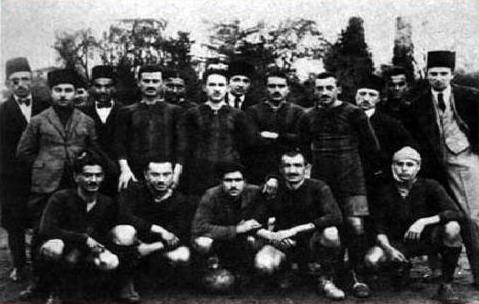
Altınordu İdman Yurdu 1916-17 e 1917-18
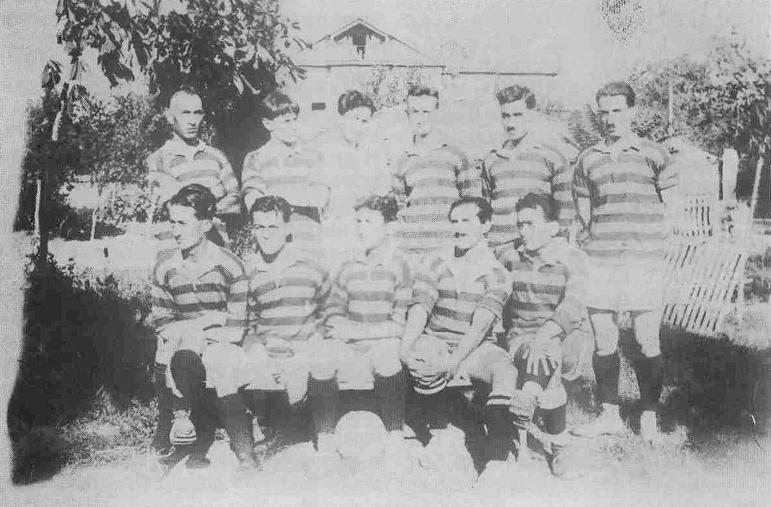
Fenerbahçe SK 1920-21
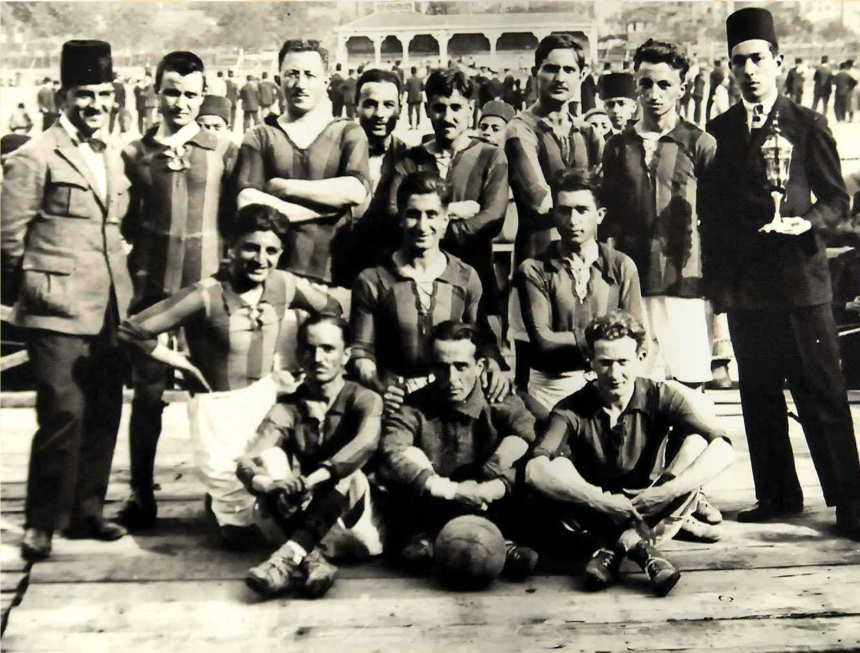
Galatasaray SK 1921-22
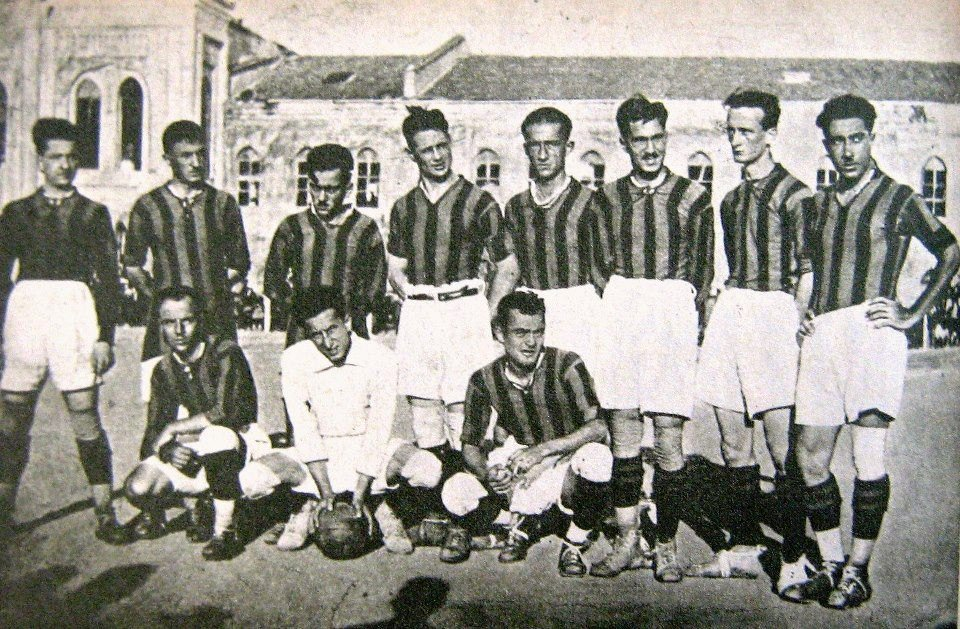
Fenerbahçe SK 1922-23

### Campionato di Istanbul
- 1924  Beşiktaş
- 1925  Galatasaray
- 1926  Galatasaray
- 1927  Galatasaray
- 1928 Interrotta a causa delle Olimpiadi del 1928
- 1929  Galatasaray
- 1930  Fenerbahçe

- 1931  Galatasaray
- 1932 İstanbulspor
- 1933  Fenerbahçe
- 1934  Beşiktaş
- 1935  Fenerbahçe
- 1936  Fenerbahçe
- 1937  Fenerbahçe

- 1938 Güneş SK
- 1939  Beşiktaş
- 1940  Beşiktaş
- 1941  Beşiktaş
- 1942  Beşiktaş
- 1943  Beşiktaş
- 1944  Fenerbahçe

- 1945  Beşiktaş
- 1946  Beşiktaş
- 1947  Fenerbahçe
- 1948  Fenerbahçe
- 1949  Galatasaray
- 1950  Beşiktaş
- 1951  Beşiktaş

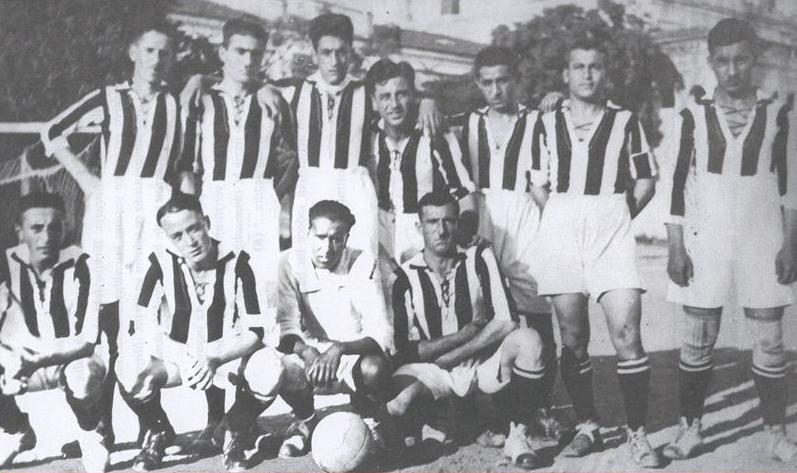
Beşiktaş JK 1923-24
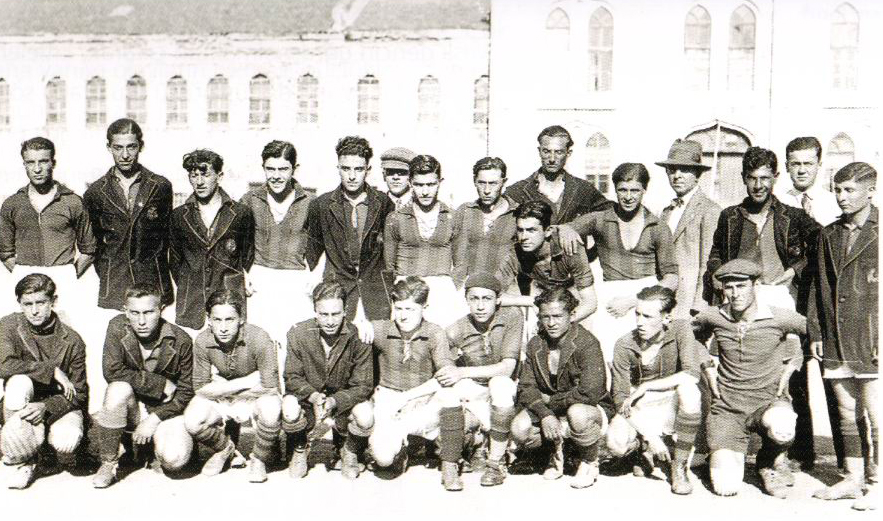
Galatasaray SK 1924-25
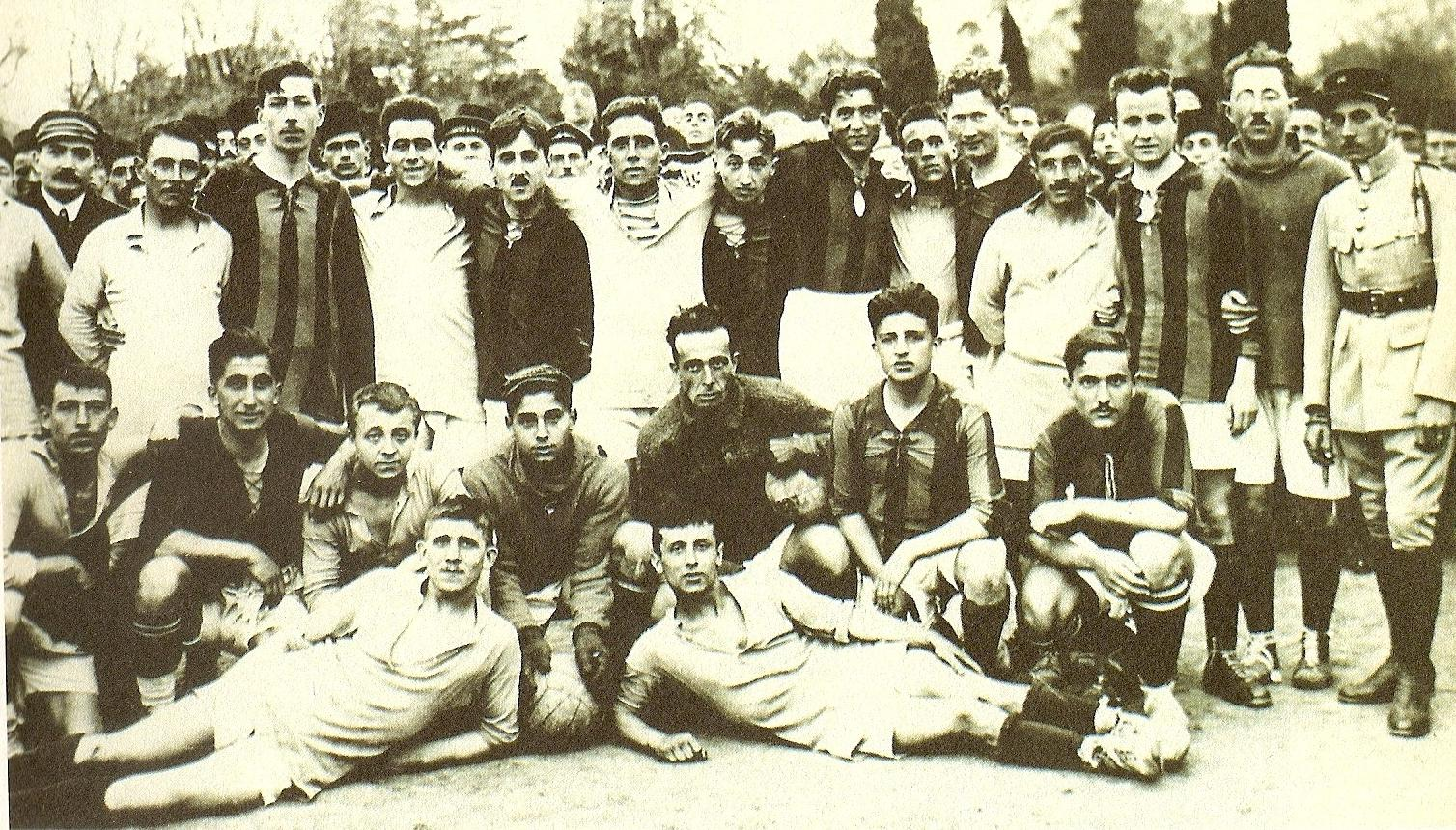
Galatasaray SK 1925-26
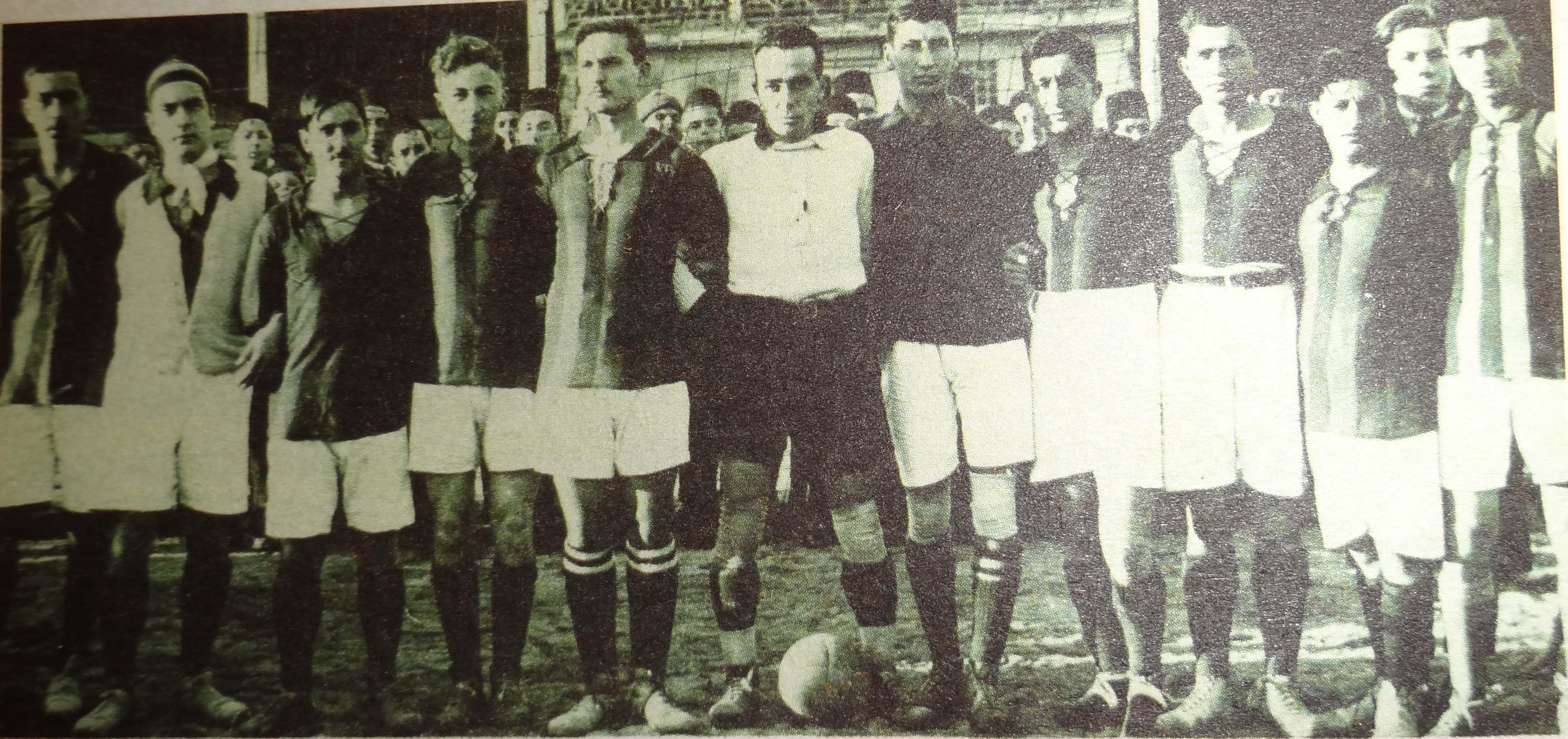
Galatasaray SK 1926-27
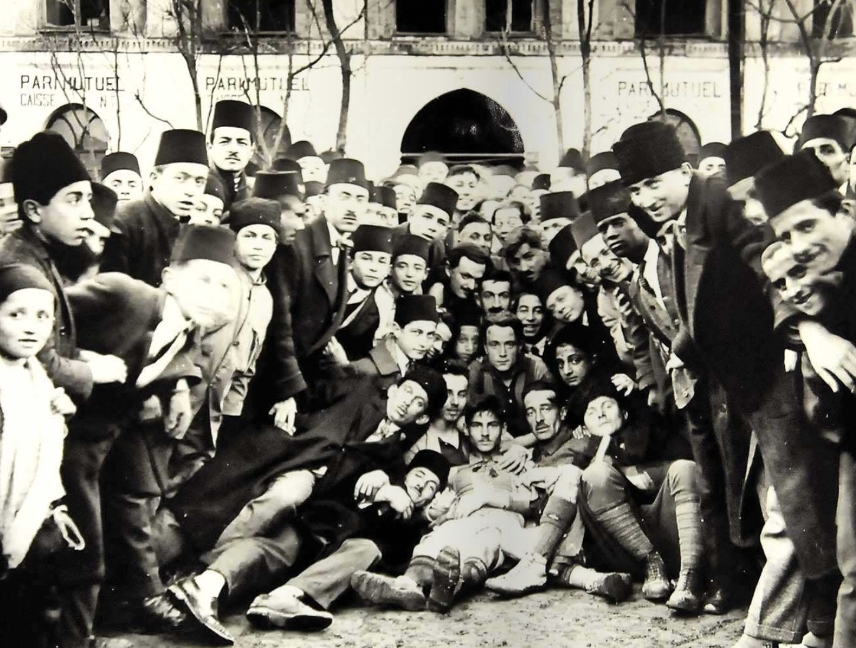
1928-1929 Galatasaray SK
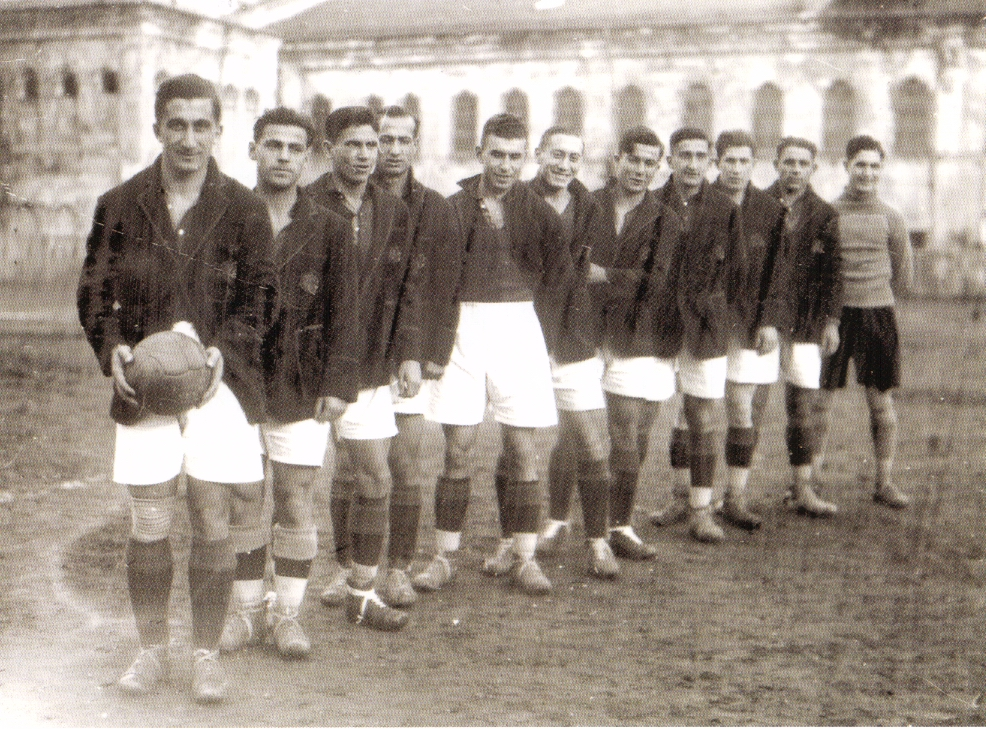
Galatasaray SK 1930-1931
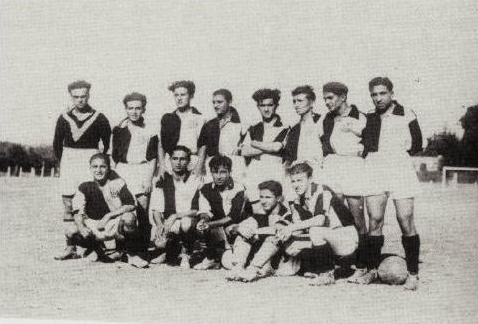
İstanbulspor 1931-32
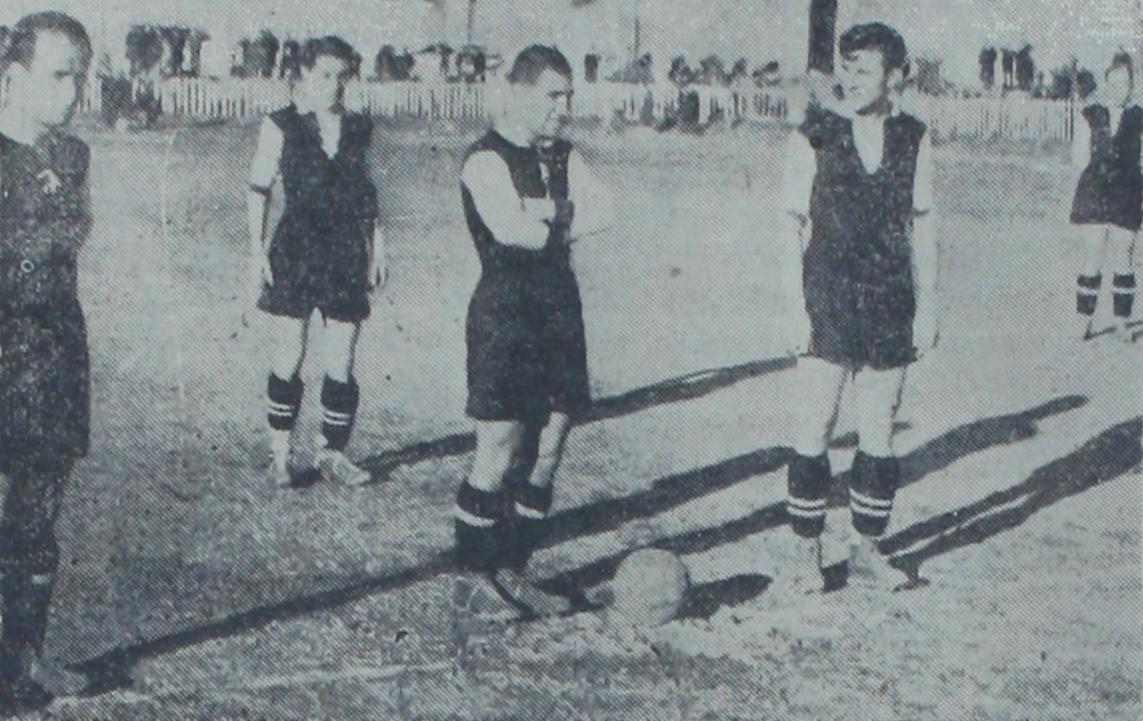
Beşiktaş JK 1938-39

### Campionato professionistico di Istanbul
- 1952  Beşiktaş
- 1953  Fenerbahçe
- 1954  Beşiktaş
- 1955  Galatasaray
- 1956  Galatasaray
- 1957  Fenerbahçe
- 1958  Galatasaray
- 1959  Fenerbahçe

## Record individuali

### Record di gol
| Stagione  | Squadra     | Miglior marcatore          | Gol | Partite | Gol a partita |
| --------- | ----------- | -------------------------- | --- | ------- | ------------- |
| 1928-1929 | Fenerbahçe  | Zeki Rıza Sporel (1)       | 10  | 9       | 1.11          |
| 1929-1930 | Fenerbahçe  | Zeki Rıza Sporel (2)       | 13  | 10      | 1.3           |
| 1930-1931 | Fenerbahçe  | Zeki Rıza Sporel (3)       | 17  | 13      | 1.31          |
|           | Fenerbahçe  | Fikret Arıcan (1)          | 17  | 14      | 1.21          |
| 1931-1932 | Beşiktaş    | Hakkı Yeten (1)            | 8   | 5       | 1.60          |
| 1932-1933 | Beşiktaş    | Hakkı Yeten (2)            | 10  | 11      | 0.91          |
| 1933-1934 | Beşiktaş    | Hakkı Yeten (3)            | 10  | 12      | 0.83          |
| 1934-1935 | Fenerbahçe  | Namık Erbay (1)            | 13  | 11      | 1.18          |
| 1935-1936 | Fenerbahçe  | Ali Rıza Tansı (1)         | 19  | 21      | 0.90          |
|           | Fenerbahçe  | Naci Bastoncu (1)          | 19  | 21      | 0.90          |
| 1936-1937 | Fenerbahçe  | Esat Kaner (1)             | 14  | 10      | 1.40          |
| 1937-1938 | Beşiktaş    | Şeref Görkey (1)           | 16  | 9       | 1.78          |
| 1938-1939 | Fenerbahçe  | Fikret Arıcan (2)          | 25  | 15      | 1.67          |
| 1939-1940 | Galatasaray | Cemil Gürgen Erlertürk (1) | 30  | 16      | 1.88          |
| 1940-1941 | Beşiktaş    | Şeref Görkey (2)           | 22  | 15      | 1.47          |
| 1941-1942 | Fenerbahçe  | Melih Kotanca (1)          | 23  | 14      | 1.64          |
| 1942-1943 | Galatasaray | Cemil Gürgen Erlertürk (2) | 22  | 11      | 2.00          |
| 1943-1944 | Beşiktaş    | Şükrü Mustafa Gülesin (1)  | 27  | 17      | 1.59          |
|           | Fenerbahçe  | Müzdat Yetkiner (1)        | 27  | 16      | 1.69          |
| 1944-1945 | Beşiktaş    | Kemal Gülçelik (1)         | 27  | 18      | 1.50          |
| 1945-1946 | Beşiktaş    | Şükrü Mustafa Gülesin (2)  | 11  | 13      | 0.85          |
| 1946-1947 | Beşiktaş    | Şükrü Mustafa Gülesin (3)  | 9   | 14      | 0.64          |
|           | Galatasaray | Reha Eken (1)              | 9   | 12      | 0.75          |
| 1947-1948 | Fenerbahçe  | Halit Deringör (1)         | 12  | 13      | 0.92          |
|           | Fenerbahçe  | Lefter Küçükandonyadis (1) | 12  | 14      | 0.86          |
| 1948-1949 | Beşiktaş    | Şükrü Mustafa Gülesin (4)  | 13  | 12      | 1.08          |
| 1949-1950 | Beşiktaş    | Bülent Esel (1)            | 19  | 14      | 1.36          |
| 1950-1951 | Beşiktaş    | Recep Adanır (1)           | 13  | 14      | 1.36          |
| 1951-1952 | Beşiktaş    | Şevket Yorulmaz (1)        | 19  | 14      | 1.36          |
| 1952-1953 | Beşiktaş    | Şevket Yorulmaz (2)        | 17  | 18      | 0.94          |
| 1953-1954 | Fenerbahçe  | Lefter Küçükandonyadis (2) | 14  | 14      | 1.00          |
| 1954-1955 | Galatasaray | Ali Beratlıgil (1)         | 14  | 18      | 0.78          |
| 1955-1956 | Galatasaray | Metin Oktay (1)            | 19  | 17      | 1.12          |
| 1956-1957 | Galatasaray | Metin Oktay (2)            | 17  | 16      | 1.06          |
| 1957-1958 | Galatasaray | Metin Oktay (3)            | 19  | 17      | 1.12          |
| 1958-1959 | Galatasaray | Metin Oktay (4)            | 22  | 16      | 1.38          |

## Statistiche

### Titoli
- Record di vittorie: 16
  -  Fenerbahçe
- Record di vittorie consecutive: 5
  -  Beşiktaş (1938-1939, 1939-1940, 1940-1941, 1941-1942, 1942-1943)

### Vittorie più larghe
- 20-0,  Galatasaray vs  Vefaspor, 1925-1926
- 16-0,  Fenerbahçe vs Anadolu Üsküdar 1908, 1930-1931
- 14-0, Fenerbahçe vs Topkapı , 1938-1939
- 14-0, Fenerbahçe vs Topkapı , 1939-1940
- 14-1,  Galatasaray vs Anadolu Üsküdar 1908, 1914-1915
- 13-0, Fenerbahçe vs Süleymaniye, 1930-1931
- 13-0,  Beşiktaş vs Hilal SK, 1939-1940
- 13-1, Fenerbahçe vs Davutpaşa, 1942-1943
- 12-0, Fenerbahçe vs Süleymaniye, 1915-1916
- 12-0,  Beşiktaş vs Topkapı , 1939-1940
- 12-1,  Galatasaray vs Topkapı , 1936-1937
- 12-1,  Beşiktaş vs Taksim, 1941-1942
- 11-0,  Galatasaray vs Moda-Imogene Muhteliti, 1909-1910
- 10-0,  Galatasaray vs Süleymaniye, 1934-1935
- 11-2,  Beşiktaş vs Eyüp, 1936-1937
- 11-2,  Galatasaray vs Eyüp, 1937-1938
- 11-2,  Beşiktaş vs Eyüp, 1937-1938
- 11-2,  Beşiktaş vs  Kasımpaşa, 1943-1944
- 11-2,  Beşiktaş vs  İstanbulspor, 1943-1944